# 금성 일면통과

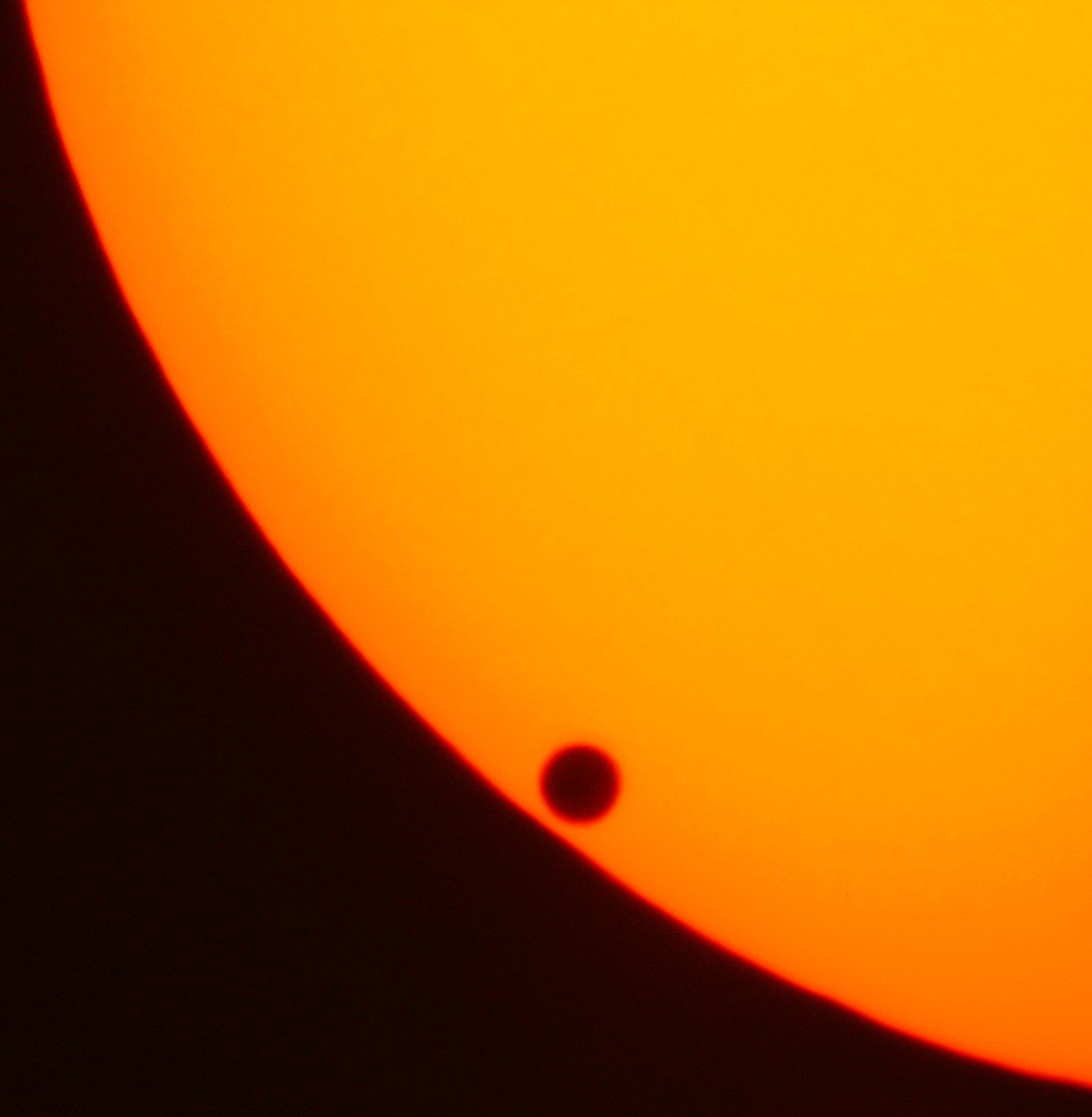
2004년 발생한 금성 일면통과 장면.

금성 일면통과(金星 日面通過, Transit of Venus) 또는 금성경과(金星經過)는 내행성인 금성이 지구와 태양 사이에 정확하게 위치하여 생기는 천문 현상이다. 지구에서 관측할 때 금성은 마치 태양 원반 위를 지나가는 검은 점처럼 보인다.
21세기 첫 번째 일면통과는 2004년 6월 8일이었다. 2번째 일면통과는 2012년 6월 6일이었다. 다음 일면통과는 2117년 12월 10일 ~ 12월 11일에 일어난다.

## 일면통과의 과정
일면통과를 하는 과정에서 금성은 태양의 표면을 동쪽에서 서쪽으로 움직여 가는 작은 점처럼 보인다. 천체가 태양의 앞을 통과하여 태양빛 중 일부를 가린다는 점에서는 일식과 비슷하다. 달의 직경은 약 30분으로 태양의 시지름과 거의 비슷하기 때문에, 달은 태양의 거의 전부 또는 전부를 가린다. 하지만 금성의 직경은 가장 커 봐야 달의 30분의 1(약 1분)에 불과하다. 실제 금성은 달 지름의 4배 정도로 크지만, 가장 지구와 가까이 접근해도 그 거리는 4100만 킬로미터로, 지구와 달의 거리에 비해 100배 이상 멀리 떨어져 있기 때문에 이렇게 작게 보이는 것이다.
일면통과가 시작되기 직전 금성은 태양의 동쪽에서 서서히 접근해 온다. 그러나 이때 금성은 밤의 반구 쪽을 지구에 보이고 있는 상태이기 때문에 지구에서는 관찰할 수 없다. 금성이 계속 태양을 향해 이동하다가, 금성의 둥근 외곽선이 태양의 외곽선과 접촉하는 순간이 발생하는데 이를 제1접촉이라고 한다. 여기서 금성은 태양의 원반 안으로 계속 움직여 들어오고, 금성의 검은 동그라미 전체가 태양 원반 안으로 들어오는 순간이 발생하는데 이를 제2접촉이라고 한다. 제1접촉에서 제2접촉까지는 약 20분 걸린다. 금성이 태양 원반의 중심에 가장 가까워졌을 때를 식최대라고 부른다. 식최대 지점을 지나 금성은 서쪽을 향해 계속 움직이다가 태양의 가장자리에 도달하는데, 이 순간을 제3접촉이라고 한다. 보통 2접촉에서 3접촉까지 걸리는 시간은 금성이 태양면 위에서 얼마나 오래 머무르느냐에 따라 달라지지만, 2004년과 2012년의 경우 약 6시간이었다. 마지막으로 금성 원반이 태양면에서 완전히 떨어지면서 지구 관측자의 시야에서 사라지는 순간을 제4접촉으로 부른다. 3접촉과 4접촉은 약 20분 간격으로 이루어진다. 이처럼 금성의 일면통과는 오랜 시간 동안 일어나는 현상이므로, 지구의 어떤 지역에서는 해가 뜨기 전에 이미 식이 이루어지고 있거나, 또는 해가 지기 전까지 식 현상이 끝나지 않는 곳도 생기게 된다. 따라서 전 지구적으로 볼 때 식의 처음부터 끝까지 모두 관측할 수 있는 장소는 한정되어 있다. 2004년의 경우 중앙 아시아에서 유럽까지 모든 과정을 볼 수 있었고, 2012년의 경우 하와이주에서 동아시아까지 전과정 관측이 가능했다.

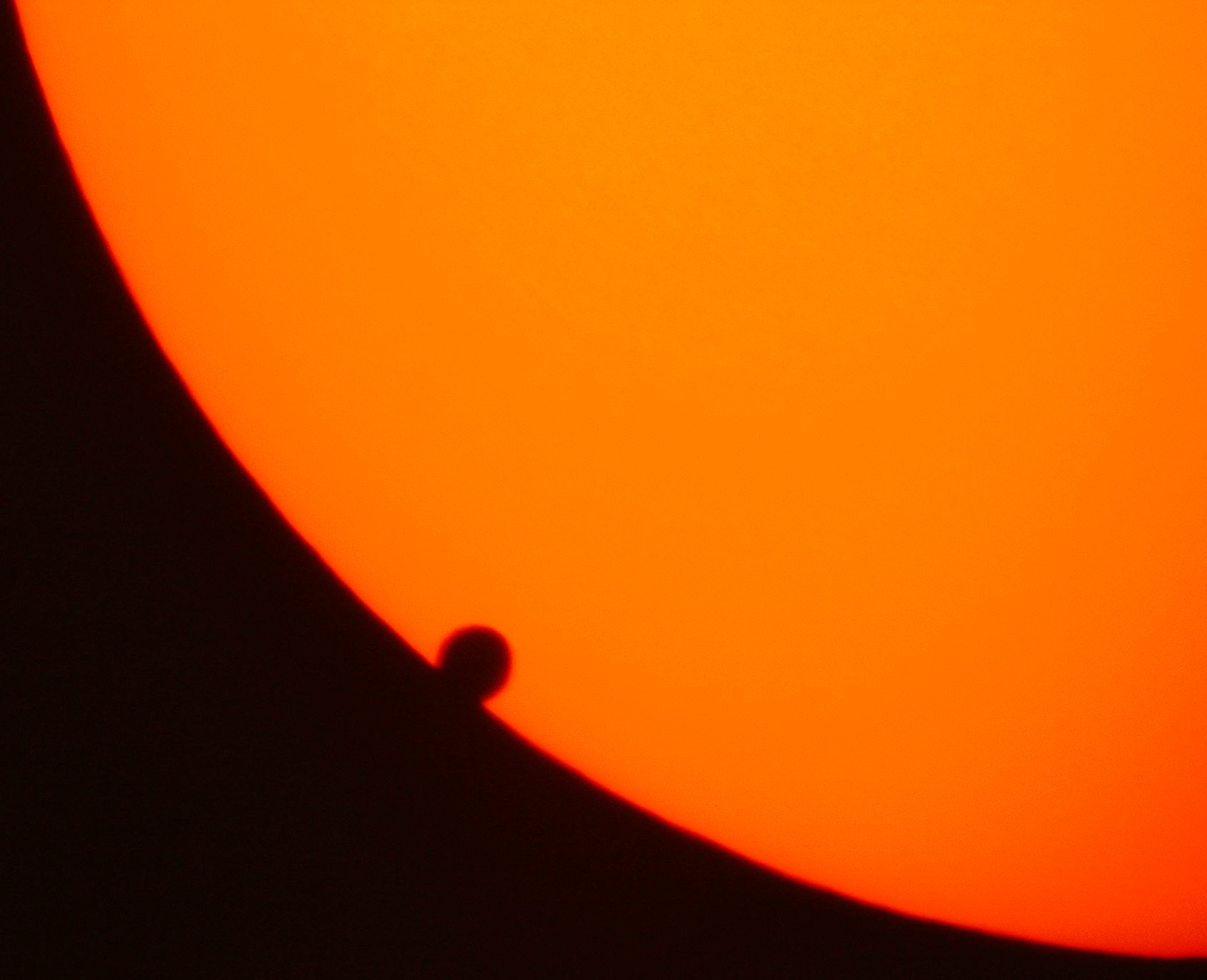
2004년에 관측된 '검은 방울 현상'

제2접촉 직후 및 제3접촉 직전에 금성의 가장자리와 태양 디스크의 외곽 부분이 접촉하면서 마치 물방울끼리 엉겨붙는 것처럼 그림자 외곽이 서로 뭉치는 현상이 약 수십 초간 발생한다. 이를 검은 방울(블랙 드롭) 현상으로 부른다. 이 현상 때문에 제2접촉과 제3접촉이 시작하는 정확한 시간을 측정하는 것은 어렵다.

## 관측 방법
태양은 매우 밝기 때문에 금성의 일면통과 과정을 관측하기 위해서는 일식 때와 같이 적절한 준비를 갖추는 것이 필요하다. 가장 안전한 방법은 태양 흑점을 관측할 때와 마찬가지로 망원경을 이용하여 태양의 상을 투영판에 비치게 하는 것이다. 이 방법을 쓰면 동시에 여러 명의 관측자가 일면 통과를 지켜볼 수 있다. 반면 망원경을 사용하지 않을 경우 개인적으로 태양 관측 전용 안경과 필터 등을 쓰고 육안으로 볼 수도 있다. 절대로 태양 관측 전용 필터 등을 사용하지 않고 맨눈으로 햇빛을 직접 봐서는 안된다. 망막 세포가 손상을 입게 되며, 일시적 또는 지속적으로 시력이 저하되거나, 심할 경우 실명할 위험도 있기 때문이다.

## 금성 내합과 일면 통과

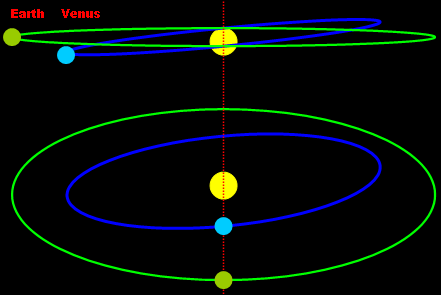
금성의 일면 통과는 금성 궤도면과 지구 궤도면이 일치하는 연장선상에서 일어난다.

금성이 지구와 내합 위치에 자리하더라도 금성 일면 통과는 매번 일어나지는 않는다. 그 이유는 금성은 지구의 공전궤도 경사면에 대하여 3.4도 기울어져 있어서 천구상으로 금성은 내합시에 태양의 위쪽이나 아래쪽을 통과할 뿐 태양 원반을 통과하지는 않기 때문이다. 일면 통과가 발생하려면 내합이 되는 순간 금성과 지구의 궤도 경사면이 (거의) 일치해야 한다. 위의 조건을 만족하는 때는 6월 7일과 12월 9일 전후 며칠간에 불과하다. 따라서 일면 통과가 일어나는 시간도 위 두 시간대의 전후로 한정된다.
3.4도가 큰 각도가 아닌 것처럼 생각할 수 있으나, 내합시 금성은 지구에서 볼 때 천구상에서 태양과 9.6도 차이를 보이면서 위나 아래를 지나가기도 한다. 이 크기는 태양 시지름의 거의 18배에 해당하는 거리이다.

## 발생 주기
금성 일면 통과는 흔한 일이 아니다. 보통 금성 일면통과는 243년의 큰 주기를 갖는다. 8년 간격으로 두 번 일면 통과가 일어난 후, 다음 일면 통과가 있기까지는 121.5년 또는 105.5년을 기다려야 한다. 2004년 6월 이전 마지막으로 있었던 일면통과는 1874년 12월, 1882년 12월이었다. 21세기 초 2004년 6월 이후 한 번 남은 일면 통과일은 2012년 6월 6일이었다. 2012년 이후 돌아오는 일면통과일은 2117년 12월과 2125년 12월이다. 따라서 2006년, 2012년 일면통과를 보지 못했을 경우 현재 지구 거주자들은 다음 일면통과를 보기가 매우 어렵다.
일면통과 주기가 243년인 이유는, 243 지구 항성년(지구의 1 항성년은 365.25636일로 태양년과 약간 다르다)이 88757.3일이며, 395 금성항성년(금성의 1 항성년은 224.701일이다)은 88756.9일로 지구와 거의 같기 때문이다. 이 때문에 지구와 금성은 243년 주기로 각각 궤도상의 거의 같은 지점에서 만나게 되는 것이다. 이 기간은 금성과 지구의 회합 주기(583.92일)의 152배와도 거의 일치한다.
금성 일면 통과는 243년의 큰 주기를 갖고는 있으나, 반드시 105.5년, 8년, 121.5년, 8년으로 정확히 간격을 두고 일어나는 것은 아니다. 서기 546년에서 1518년까지 일면통과는 8년, 113.5년, 121.5년 간격으로 일어났고, 기원전 539년부터 서기 546년까지는 121.5년 간격으로 일정하게 일어났다. 현재와 같은 패턴은 2846년까지이며, 이후는 105.5년, 129.5년, 8년 간격으로 일어날 것이다. 243년이라는 전체적 주기는 비교적 안정적이지만 그 주기 내에서 일어나는 일면 통과의 횟수 및 시기는 시대가 흐르면서 바뀌게 된다.
반면 금성보다 안쪽을 돌고 있는 수성은 금성에 비해 더 빠른 속도로 태양을 돌고 있다. 따라서 수성 일면 통과 현상은 금성의 그것에 비해 상대적으로 흔하다. 보통 1세기에 13회에서 14회 수성 일면통과를 관측할 수 있다.

## 관측 역사
금성의 일면 통과는 이전 천문학자들의 많은 관심을 끌었는데, 이 현상을 통해 태양계의 크기를 측정할 가능성을 발견했기 때문이었다. 17세기까지 천문학자들은 행성 사이의 거리를 지구와 태양 거리인 1 천문단위로 나타냈지만 이 1천문단위의 거리가 정확히 어느 정도인지는 모르고 있었다. 일면통과를 정밀하게 관측하는 것은, 이 천문단위를 일상 단위로 정확히 표현할 수 있다는 의미였다. 구체적인 방법은, 지구의 한 쪽 끝과 다른 쪽 끝에 있는 관측자가 일면통과가 시작하는 시간과 끝나는 시간의 차이를 재는 것이다. 그러면 지구상의 두 개 점의 거리를 통해 삼각측량의 원리를 이용하여 금성과 태양 사이 거리를 측정할 수 있는 것이다.(시차를 볼 것) 19세기까지는 이 방법이 천문 단위를 재는 유일한 방법이었으며, 이 때문에 금성 일면 통과는 국제적인 프로젝트로 수행되었다.

금성이 태양 표면을 지나가는 시간을 측정하면 태양의 시차를 구할 수 있다.

요하네스 케플러가 1631년 금성 일면 통과를 최초로 예측했다. 이에 근거하여 피에르 가생디는 파리시에서 이 현상을 관측하려고 시도했다. 그러나 케플러의 예측은 정확도가 떨어졌으며 실제 일면 통과는 예상보다 수 시간 늦게 일어났다. 파리 근방의 유럽에서는 이때 이미 해는 서쪽으로 넘어간 뒤였기 때문에 관측 기록 계획은 수포로 돌아갔다.
금성 일면통과를 최초로 관측한 근세 천문학자는 1639년 12월 4일 제레미 호록으로, 관측 장소는 머치 훌(Much Hoole, 영국 프레스턴 근처에 있는 마을)이었다. 그의 친구였던 윌리엄 크랩트리도 맨체스터 근처 솔프드에서 같은 현상을 관측했다. 케플러는 1631년과 1761년에 일면 통과가 발생할 것을 예언했었다. 제레미 호록은 케플러의 금성 궤도 계산을 수정하여 8년의 간격을 두고 이 현상이 발생하는 것을 알아차렸고 1639년에 일면 통과가 발생할 것으로 예측했다. 해당일에는 하루 종일 흐린 날씨였으나 해넘이 직전 1시간 반 정도 하늘이 개었고, 그는 관측에 성공했다. 그러나 호록의 관측 결과는 그가 죽고 훨씬 뒤인 1666년까지 출판되지 않았다. 어쨌든 그가 계산한 태양계의 크기는 실제 규모의 절반 정도였다.

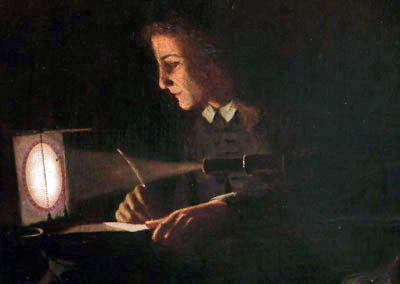
제레미 호록은 1639년 금성 일면통과를 최초로 관측했다.

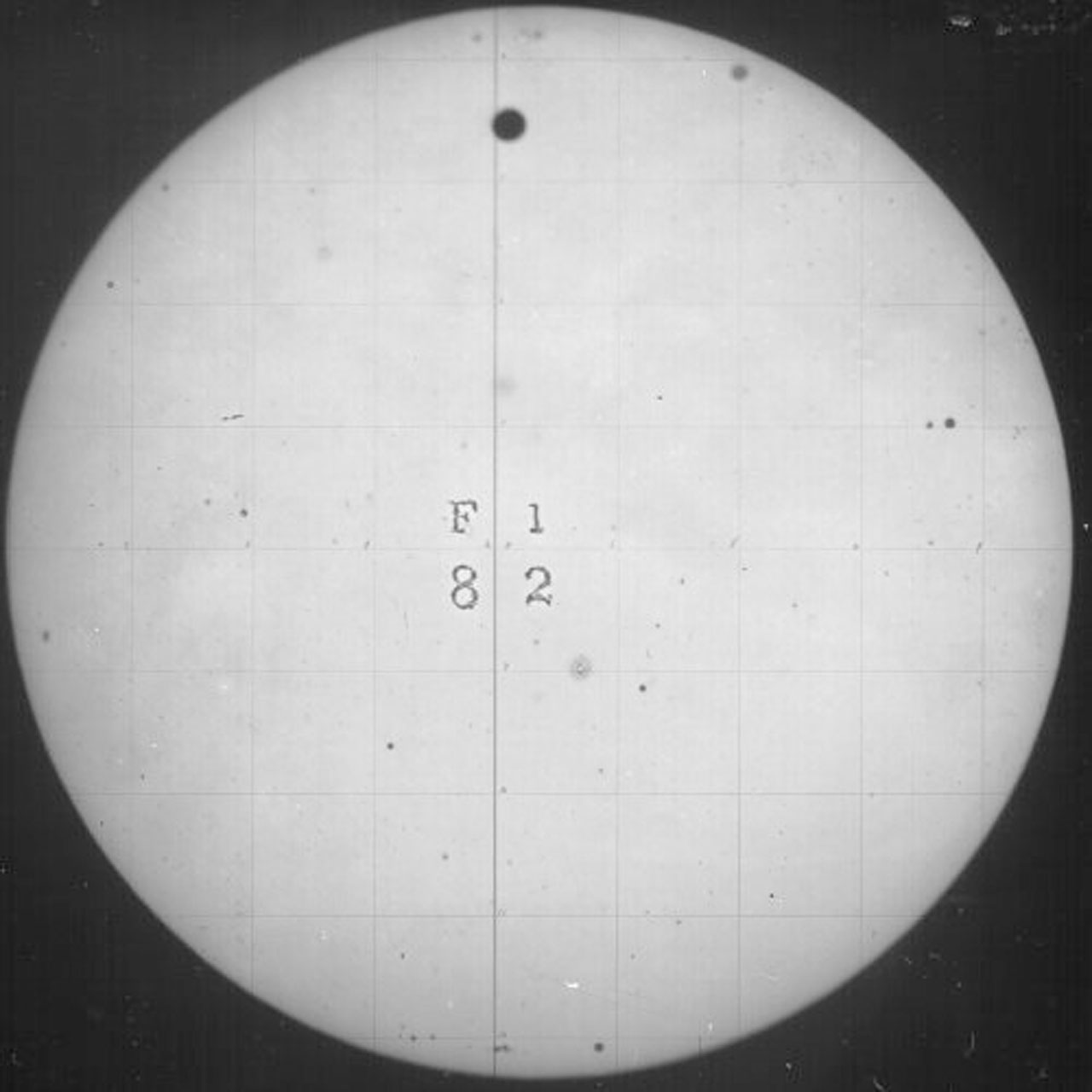
1882년 금성 일면통과의 기록.

에드먼드 핼리의 제안으로 1761년과 1769년 금성 일면통과는 시차법을 이용하여 1천문단위 값을 정교하게 측정하기 위한 목적으로 시행되었다. 여러 탐험대가 세계 각지에 일면통과 관측자료를 구하기 위해 파견되었다. 이는 사실상의 첫 국제적 과학 공동 연구였다고 말할 수 있다. 불운한 탐험대도 있었는데 기욤 르 장티의 경우 여행 중 행방불명이 되어, 구사일생으로 살아서 돌아왔을 때 그는 이미 본국에서 법적으로 사망한 것으로 처리되어 있었으며 가정과 직장을 모두 잃었다.(그의 노고를 소재로 캐나다 극작가 모린 헌터는 '금성 일면통과'라는 희곡을 썼다) 탐험대장 중에는 제임스 쿡도 있었는데, 그는 1769년 타히티에서 일면 통과를 관측했으며 이는 그가 뉴질랜드를 발견하기 전의 일이다. 1761년 쿡이 상트 페테르부르크에서 작성한 금성의 일면통과 자료에 의거하여, 미하일 로모노소프는 금성에 대기가 있을 것으로 예측했다.
불운하게도 이 시기에는 검은 방울 현상 때문에 식의 시작과 종료 시각을 정확하게 측정할 수 없었다. 당시 천문학자들은 이 현상이 금성의 대기 때문에 발생하는 것으로 생각했다. 그러나 현재 밝혀진 검은 방울 현상의 원인은 지구 대기의 떨림 및 관측 장비의 자체 결함으로 인한 것으로 밝혀졌다.
1761년과 1769년 관측 자료를 종합하여 1771년 프랑스 천문학자 제롬 랄랑드는 1천문단위 거리를 1억 5천 3백만 킬로미터로 계산했다. 기대했던 정확도에는 미치지 못했으나(검은 방울 현상 때문에), 망원경 관측에 기반한 결과로는 이전 값들에 비해 정확도가 크게 향상되었다. 1874년과 1882년 관측을 토대로 천문단위 값은 더 정확하게 수정되었다. 미국 천문학자 사이먼 뉴컴은 이전 네 시기 관측 자료를 종합하여 1천문단위를 1억 4959만 킬로미터로 계산했다. 현재 천문단위 측정은 우주선을 이용한 원격 측정법을 통해 이루어지고 있으며 시차법에 비해 훨씬 정확한 계산이 가능하다.(오차범위 30미터)
2004년 관측은 외계 행성 발견 기술을 향상시키기 위한 목적에서 행해졌다. 기존에 발견된 외계 행성들은 대부분 목성이나 토성(작아도 최소 천왕성, 해왕성 정도)같은 가스 행성들이 대부분으로, 이들은 질량이 매우 크고 자전 주기가 짧으며 어머니 항성을 뒤흔드는 정도가 커서 지구에서 발견이 상대적으로 쉬웠다. 외계 행성의 주요한 탐사법은 항성의 시선 속도 변화를 관찰하거나, 또는 중력 렌즈를 이용하여 아인슈타인 고리 현상을 통해, 뒷배경의 별들 앞을 지나가는 항성이 행성을 지니고 있는지의 여부를 찾아내는 것 등이다. 타 항성 앞을 지나가는 일면통과법을 통해 발견된 외계 행성들도 있다. 금성도 태양을 가리면서 태양광 일부를 차단한다. 그러나 금성 정도로 작은 외계 행성을 발견하기 위해서는 보다 정교한 측정 장치가 필요하다. 금성이 식 현상을 일으킴으로 인해 감소한 태양의 광도는 0.001에 불과했다. 다른 외계 암석 행성들도 이와 비슷한 양상을 보일 것이다.

## 과거 및 미래의 일면 통과

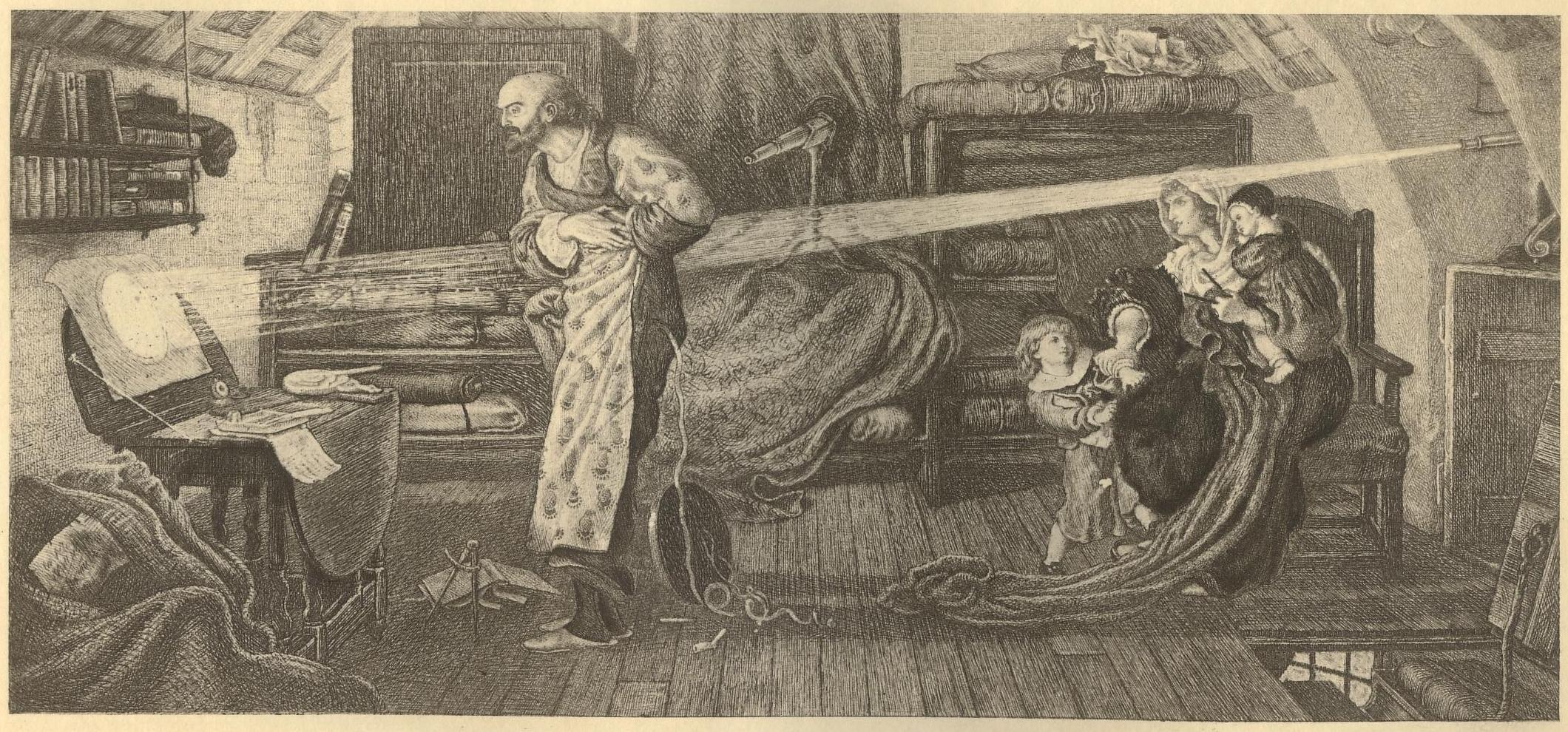
금성의 일면통과 현상을 관측하고 있는 윌리엄 크랩트리.

금성의 일면 통과는 21세기 현재 6월과 12월에만 일어난다. 이 시기는 천천히 늦어지고 있다. 1631년 이전에는 5월과 11월에 일면 통과가 관측되었다. 일면 통과는 8년의 간격을 두고 연속으로 발생한다. 이는 지구의 8년 길이가 금성년 13년과 거의 비슷하기 때문이며, 따라서 매 8년마다 지구와 금성은 거의 같은 위치에 나란히 놓이게 된다. 그러나 정확히 태양-금성-지구가 매번 같은 위치에 놓이지는 않는다. 그 이유는 금성은 매번 위치할 때마다 22시간씩 먼저 도착해 있기 때문이다. 연속적인 8년 간격 일면 통과는 1396년 이전에는 볼 수 없었다. 앞으로 3089년에 다시 일면 통과는 단일성 사건으로 바뀔 것이다. 2854년(2846년과 2854년 중 두 번째)에는 금성은 태양 가장자리를 아슬아슬하게 스쳐 지나갈 것이며, 이 때문에 지구 일부 지역에서는 일면 통과를 볼 수 있는 반면 일부 지역에서는 볼 수 없을 것이다.
| 금성 일면통과              | 금성 일면통과  | 금성 일면통과  | 금성 일면통과  | 금성 일면통과 | 금성 일면통과                 |
| 일면통과일                 | 시각 (UTC)     | 시각 (UTC)     | 시각 (UTC)     | 주석 | 일면통과 경로 (HM 항해연감국) |
| 일면통과일                 | 시작           | 정점           | 종료           | 주석 | 일면통과 경로 (HM 항해연감국) |
| -------------------------- | -------------- | -------------- | -------------- | --- | ----------------------------- |
| 1396년 11월 23일           | 15:45          | 19:27          | 23:09          | 단독으로 발생했던 마지막 일면통과. 일부 학자들은 아즈텍의 천문학자들이 이 광경을 관측했을 것이라고 믿고 있다.                 |                               |
| 1518년 5월 25일 ~ 5월 26일 | 22:46 5월 25일 | 01:56 5월 26일 | 05:07 5월 26일 | |                               |
| 1526년 5월 23일            | 16:12          | 19:35          | 21:48          | 망원경이 발명되기 전 관측된 마지막 일면통과                                                                                   |                               |
| 1631년 12월 7일            | 03:51          | 05:19          | 06:47          | 요하네스 케플러가 이 사건을 예언했다.                                                                                         |                               |
| 1639년 12월 4일            | 14:57          | 18:25          | 21:54          | 제레미 호록과 윌리엄 크랩트리가 최초로 관측함.                                                                                |                               |
| 1761년 6월 6일             | 02:02          | 05:19          | 08:37          | 미하일 로모노소프가 금성에 대기가 있음을 밝혀냈음.                                                                            |                               |
| 1769년 6월 3일 ~ 6월 4일   | 19:15 6월 3일  |                | 01:35 6월 4일  | 제임스 쿡이 타히티에서 관측함.                                                                                                |                               |
| 1874년 12월 9일            | 01:49          | 04:07          | 06:26          | 피에트로 타키니가 인도 무다푸르에서 관측.                                                                                     |                               |
| 1882년 12월 6일            | 13:57          | 17:06          | 20:15          | 존 필립 수자가 일면통과를 기념하여 '금성 일면 통과'라는 행진곡을 작곡함.                                                      |                               |
| 2004년 6월 8일             | 05:13          | 08:20          | 11:26          | 전 세계 미디어 업체들이 금성 일면통과를 생중계함. ·                                                                           |                               |
| 2012년 6월 5일 ~ 6월 6일   | 22:09 6월 5일  | 01:29 6월 6일  | 04:49 6월 6일  | 전 과정 관찰 가능지역 : 하와이, 알래스카, 오스트레일리아, 동아시아, 태평양 지역. 북아메리카부터 일면통과 시작을 볼 수 있다. · |                               |

| 금성 일면통과                | 금성 일면통과   | 금성 일면통과   | 금성 일면통과   | 금성 일면통과 | 금성 일면통과                |
| 일면통과일                   | 시간 (UTC)      | 시간 (UTC)      | 시간 (UTC)      | 주석 | 일면통과경로 (HM 항해연감국) |
| 일면통과일                   | 시작            | 정점            | 종료            | 주석 | 일면통과경로 (HM 항해연감국) |
| ---------------------------- | --------------- | --------------- | --------------- | --- | ---------------------------- |
| 2117년 12월 10일 ~ 12월 11일 | 23:58 12월 10일 | 02:48 12월 11일 | 05:38 12월 11일 | 전 과정 관찰 가능지역 : 중국 동부, 대한민국, 일본, 대만, 인도네시아, 오스트레일리아. 미국 서부 해안 지대, 인디아, 아프리카 대부분의 지역, 중동에서는 일부 과정을 볼 수 있음. |                              |
| 2125년 12월 8일              | 13:15           | 16:01           | 18:48           | 남아메리카, 미국 동부에서 전과정 관찰 가능. 미국 서부, 유럽, 아프리카에서는 일부 관찰 가능.                                                                                  |                              |
| 2247년 6월 11일              | 08:42           | 11:33           | 14:25           | 아프리카, 유럽, 중동에서 전과정 관찰 가능. 동아시아, 인도네시아, 북아메리카, 남아메리카에서 일부 과정 관측 가능.                                                             |                              |
| 2255년 6월 9일               | 01:08           | 04:38           | 08:08           | 러시아, 인도, 중국, 오스트레일리아 서부에서 전과정 관측 가능. 아프리카, 유럽, 서부 미국에서 일부 관측 가능.                                                                  |                              |
| 2360년 12월 12일 ~ 12월 13일 | 22:32 12월 12일 | 01:44 12월 13일 | 04:56 12월 13일 | 오스트레일리아와 인도네시아 대부분 지역에서 관측 가능. 아시아, 아프리카, 아메리카 서부 지대에서 일부 관측 가능.                                                              |                              |
| 2368년 12월 10일             | 12:29           | 14:45           | 17:01           | 남아메리카, 서부 아프리카, 미국 동부 해안에서 전과정 관측 가능. 유럽, 미국 서부, 중동에서 일부 관측 가능.                                                                    |                              |
| 2490년 6월 12일              | 11:39           | 14:17           | 16:55           | 북남미, 서부 아프리카, 유럽에서 전과정 관측가능. 동부 아프리카, 중동, 아시아에서 일부 관측 가능.                                                                             |                              |
| 2498년 6월 10일              | 03:48           | 07:25           | 11:02           | 유럽, 아시아, 중동, 동부 아프리카 대부분 지역에서 전과정 관측 가능. 북남미 동부, 인도네시아, 오스트레일리아에서 일부 과정 관측 가능.                                         |                              |

## 스쳐 지나가는 경우
금성은 때로는 태양면을 완전히 가로지르지 않고, 태양 원반 경계면을 스쳐 지나가기도 한다. 이 경우 지구상의 어떤 지역에서는 금성의 완전한 일면통과를 볼 수 있는 반면 어떤 곳에서는 부분적인 일면 통과로 그친다.(제2접촉이나 제3접촉이 없음) 또 다른 경우로, 일부 지역에서는 금성의 부분 일면 통과를 볼 수 있는 반면 어떤 곳에서는 아예 일면 통과를 관측할 수 없을 수도 있다.
금성이 지구 일부 지역에서 관측이 가능한 부분 일면 통과를 보였던 가장 마지막 사례는 1631년 12월 6일이었다. 이와 유사한 사례는 다가오는 2611년 12월 13일 발생할 것이다.

## 동시 일면 통과
수성과 금성이 동시에 태양면을 통과하는 현상이 발생할 수도 있지만 이는 희귀하고 조만간 발생하지는 않는다. 가장 가까운 동시 일면통과는 69163년 7월 26일에 일어나며, 그 다음 같은 사건은 224508년 3월 27일에 일어난다. 21세기 기준으로 금성 일면통과는 6월과 12월에 일어나며 수성은 5월 상순과 11월 중순이므로 둘이 겹치는 일은 없다.
일식과 금성 일면통과가 같이 일어날 수도 있으나 이 역시 희귀한 사건이다. 가까운 일식 및 금성 일면통과 동시발생일은 15232년 4월 5일이다.
1769년 6월 4일 일면통과가 있은 후 5시간만에 일식이 발생했다. 이 일식은 북아메리카, 유럽, 아시아 북부 대부분 지역에서 볼 수 있었다. 이때 두 사건 간의 간격은 유사 이래 가장 짧았다.

## 같이 보기
- 통과 (천문학)
- 검은 방울 현상